# Jonizator wody
Jonizator wody – urządzenie gospodarstwa domowego, które zgodnie z deklaracjami dystrybutorów zwiększa pH wody pitnej wykorzystując elektrolizę, aby oddzielić ze strumienia wody związki zasadowe i kwasowe. Zwolennicy twierdzą, że konsumpcja wody alkalicznej (zasadowej) przynosi wiele korzyści zdrowotnych, podobnie jak jedna z praktyk medycyny niekonwencjonalnej – dieta alkaliczna. Twierdzenie to bywa krytykowane na gruncie chemii i fizjologii. Niektóre badania potwierdzają jednak korzystne działanie wody alkalicznej na organizm, w tym poprawę trawienia, działanie spowalniające procesy starzenia, lepsze parametry nawadniające i metabolizm. 
Urządzenia te zyskały popularność w Japonii i innych krajach Dalekiego Wschodu, zanim trafiły na rynki USA i Europy.

## Działanie
Pomimo swojej nazwy „jonizatory wody” są zaprojektowane, aby pracować jako elektrolizery wody. Elektroliza jest procesem elektrochemicznym, w którym woda rozkładana jest na wodór i tlen pod wpływem prądu elektrycznego. W procesie elektrolizy chemicznie czystej wody na anodzie zachodzi reakcja:
4 OH−
 → 4 e−
 + 2 H
2O + O
2
ponieważ jony OH−
 powstają w wyniku autodysocjacji wody 2 H
2O ⇌ H
3O+
 + OH−
, to proces ten można opisać następującym równaniem:
6 H
2O → 4 e−
 + O
2 + 4 H
3O+

tymczasem na katodzie zachodzi reakcja 2 H
3O+
 + 2 e−
 → H
2 + 2 H
2O, jednak ponieważ kationy H
3O+
 również powstają w wyniku dysocjacji wody, to w rezultacie zapis wygląda tak:
2 H
2O + 2 e−
 → H
2 + 2 OH−

Wobec tego sumaryczny zapis reakcji chemicznej wygląda następująco:
2 H
2O → 2 H
2↑ + O
2↑
Elektroliza chemicznie czystej wody zachodzi bardzo powoli ze względu na bardzo niskie stężenia jonów hydroniowych i wodorotlenkowych (rzędu 10-7 mol/dm3). W porównaniu z nimi bieżąca woda zawiera bardzo duże stężenia kationów metali (głównie Na+
, K+
, Ca2+
 i Mg2+
) oraz anionów Cl−
 i HCO−
3, które ułatwiają elektrolizę. To reakcje wymienionych anionów dominują na anodzie – na przykładzie jonu chlorkowego zachodzące w pobliżu tej elektrody reakcje można opisać poniższym układem równań:
2 Cl−
 → 2 e−
 + Cl
2
Cl
2 + 2 H
2O ⇌ HOCl + H
3O+
 + Cl−

Dlatego podobne urządzenia są używane do produkcji wody elektrolizowanej, która zawierając wybielacz jest używana jako środek dezynfekujący.
Podczas elektrolizy woda znajdująca się w pobliżu anody jest odrobinę bardziej kwasowa, natomiast w pobliżu katody zasadowa. Rola jonizatorów wody polega na odprowadzaniu wody znajdującej się w pobliżu katody. Po tym zabiegu woda ma zwiększony poziom jonów wodorotlenkowych (OH−
) i wyższe pH (bardziej zasadowe). Efektywność procesu jest dyskusyjna, ponieważ proces elektrolizy wymaga znacznych nakładów czasu i energii; stąd poziom jonów wodorotlenkowych, które mogą zostać wygenerowane w bieżącym strumieniu wody, w najlepszym wypadku będzie minimalny.

## Oświadczenia zdrowotne
Jonizatory wody są zazwyczaj reklamowane na podstawie oświadczeń zdrowotnych opartych o ich zdolność do uczynienia wody bardziej zasadową. Deklarowany jest szeroki zakres korzyści, obejmujący zdolność do spowolnienia procesu starzenia, zapobieganie chorobom, a nawet ochronę przed opadem radioaktywnym. Brak jest faktów empirycznych, zarówno potwierdzających te deklaracje, jak i wskazujących zauważalny wpływ picia „jonizowanej wody” na ciało ludzkie. Picie „jonizowanej wody” nie powinno nawet wpływać na pH ciała ze względu na proces homeostazy.